# Sous-régions de Finlande
Les sous-régions de Finlande (en finnois : sing. seutukunta, en suédois : ekonomisk region) sont une division sous-régionale de la Finlande formées par le regroupement de quelques municipalités limitrophes et appartenant à la même province. Chaque municipalité de Finlande appartient à une sous-région.
Ces districts constituent le niveau 1 (LAU 1) des unités administratives locales définies par l'Union européenne (anciennement NUTS 4).

## Les sous-régions par région
Les sous régions sont:
| Laponie 1. Sous-région de Laponie de l'Est 2. Sous-région de Kemi–Tornio 3. Sous-région de Laponie du Nord 4. Sous-région de Rovaniemi 5. Sous-région de la vallée du Torne 6. Sous-région de Laponie des Tunturis Kainuu 1. Sous-région de Kajaani 2. Sous-région de Kehys-Kainuu Ostrobotnie du Nord 1. Sous-région de Koillismaa 2. Sous-région de Nivala–Haapajärvi 3. Sous-région de Oulu 4. Sous-région de Oulunkaari 5. Sous-région de Raahe 6. Sous-région de Haapavesi-Siikalatva 7. Sous-région de Ylivieska Savonie du Sud 1. Sous-région de Mikkeli 2. Sous-région de Pieksämäki 3. Sous-région de Savonlinna Carélie du Nord 1. Sous-région de Joensuu 2. Sous-région de Carélie centrale 3. Sous-région de Carélie du Pielinen Savonie du Nord 1. Sous-région de Savonie du Nord-Est 2. Sous-région de Kuopio 3. Sous-région de Savonie intérieure 4. Sous-région de Varkaus 5. Sous-région de Haute-Savonie Ostrobotnie du Sud 1. Sous-région de Järviseutu 2. Sous-région des Kuusiokunnnat 3. Sous-région de Seinäjoki 4. Sous-région de Suupohja Ostrobotnie centrale 1. Sous-région de Kaustinen 2. Sous-région de Kokkola Finlande centrale 1. Sous-région de Joutsa 2. Sous-région de Jyväskylä 3. Sous-région de Jämsä 4. Sous-région de Keuruu 5. Sous-région de Saarijärvi–Viitasaari 6. Sous-région de Äänekoski Pirkanmaa 1. Sous-région de Pirkanmaa du Sud 2. Sous-région de Pirkanmaa du Sud Ouest 3. Sous-région de Pirkanmaa du Nord Ouest 4. Sous-région de Tampere 5. Sous-région de Haut-Pirkanmaa Ostrobotnie 1. Sous-région de Kyrönmaa 2. Sous-région de Pietarsaari 3. Sous-région côtière de Suupohja 4. Sous-région de Vaasa Satakunta 1. Sous-région de Satakunta du Nord 2. Sous-région de Pori 3. Sous-région de Rauma Finlande-Propre 1. Sous-région de Loimaa 2. Sous-région de Salo 3. Sous-région de Turku 4. Sous-région de Vakka-Suomi 5. Sous-région de Turunmaa Carélie du Sud 1. Sous-région de Imatra 2. Sous-région de Lappeenranta Kanta-Häme 1. Sous-région de Forssa 2. Sous-région de Hämeenlinna 3. Sous-région de Riihimäki Vallée de la Kymi 1. Sous-région de Kotka–Hamina 2. Sous-région de Kouvola Päijät-Häme 1. Sous-région de Lahti Uusimaa 1. Sous-région de Helsinki 2. Sous-région de Loviisa 3. Sous-région de Porvoo 4. Sous-région de Raasepori Åland 1. Sous-région de Mariehamns stad 2. Sous-région de Ålands landsbygd 3. Sous-région de Ålands skärgård |

## Sources
- (fi) Cet article est partiellement ou en totalité issu de l’article de Wikipédia en finnois intitulé « Suomen seutukunnat » (voir la liste des auteurs).

## Compléments